# Mihael V. Kalafat
Mihael V. Kalafat (grško starogrško Μιχαήλ Ε΄  [Mihaēl V]) je bil cesar Bizantinskega cesarstva, ki je vladal štiri mesece leta 1041-1042, *  1015, 24. avgust 1042.
Bil je nečak in naslednik cesarja Mihaela IV. in posinovljenec njegove žene, cesarice Zoe. Vzdevek Kalafat (grško Καλαφάτης [Kalafátes]), ladijski tesar, je dobil po poklicu, ki ga je prvotno opravljal njegov oče.
Mihael je bil sin Štefana in Marije, sestre cesarja Mihaela IV.. Oče je bil sprva ladijski tesar, potem pa je pod Mihaelom IV. postal admiral.  Cesar je dajal prednost nekemu drugemu nečaku, zato je Mihael V. prišel na prestol po zaslugi strica Ivana Evnuha (Orfanotropa), ki je cesarico Zoo prisilil, da ga je posinovila. Mihael IV. mu je tik pred smrtjo podelil naslov kaisar (cezar) in  Mihael V. je 10. decembra 1041 nasledil stričev prestol.
Zaradi odločitve, da bo vladal po svoji presoji,   je prišel v konflikt s stricem Ivanom Evnuhom in ga izgnal v samostan. Preklical je   stričeve odločitve in odpoklical  plemiče in dvorjane, ki so bili izgnani med prejšnjo vladavino. Med njimi sta bila tudi bodoči patriarh Mihael Kerularij in general Jurij Manijak, katerega je takoj poslal v južno Italijo proti napredujočim Normanom.
V noči med 18. in 19. aprilom 1042 je izgnal svojo adoptivno mater in sovladarko Zoo in zavladal kot edini vladar. Objava dogodka naslednje jutro je sprožila ljudsko vstajo. Cesarsko palačo je obkolila nasilna množica in zahtevala njeno vrnitev. Mihael je moral zahtevo izpolniti in Zoa in njena sestra Teodora sta postali njegovi sovladarki. 20. aprila 1042 je Teodora Mihaela odstavila in ga prisilila na beg v Studijski samostan, kjer je sprejel meniške zaobljube, a so ga kljub temu aretirali, oslepili in kastrirali. 24. avgusta 1042 je umrl.